# Capelle (volleybalclub)
VCN is een volleybalvereniging uit de Nederlandse plaats Capelle aan den IJssel. 
De club is ontstaan uit een fusie tussen de clubs VC King Software Capelle en NIVOC'72. 
Het eerste damesteam komt onder de naam Laudame Financials VCN uit in de Topdivisie . Het eerste herenteam van komt uit in de 3e divisie.
Als Alcom/Capelle werd in 1995 de nationale volleybalbeker behaald.

## Geschiedenis
Door de grote fusie in 2007 kent de vereniging eigenlijk 2 beginpunten. Eén in Capelle aan den IJssel in 1959 en een tweede in Nieuwerkerk aan den IJssel in 1972.
De Capelse zijde van VCN is ontstaan uit een groep ambtenaren in de gemeente Capelle aan den IJssel, de Ambtenaren Sport Club en is officieel opgericht op 1 augustus 1959. Van de mensen die er toen bij waren, is er één nog altijd (ere)lid van de vereniging: Leen van Reeuwijk.
De eerste jaren werd er getraind in gymlokalen in de wijk Schenkel en later in de zalen aan de Alkenlaan. De vereniging groeide gestaag, ging ook hogerop spelen en kwam ten slotte in het begin van de jaren zeventig in de landelijke competitie met het eerste herenteam. Een nadeel hiervan was, dat er niet meer in Capelle kon worden gespeeld, omdat hier nog geen sporthal was. Sporthal Oostgaarde kwam er in 1973 en datzelfde jaar organiseerde CVV haar eerste in een reeks van 10 internationale toernooien. In 1975 is CVV een fusie aangegaan met de roemruchte maar sterk op zijn retour zijnde vereniging Concordia. De naam werd gewijzigd in CVV-c.
Rond deze tijd was het ook dat de Nieuwerkerkse zijde van het huidige VCN ontstond. Op 23 februari 1972 werd de Nieuwerkerkse club door een aantal enthousiastelingen opgericht. In de beginjaren van de vereniging heetten de Nieuwerkerkers nog DUF’72 hetgeen niets meer en niets minder betekende dan “duf”.
Zoals veel verenigingen konden ze niet om een sponsor heen en maar weinig bedrijven willen gekoppeld worden aan de naam DUF. Zo ontstond de NIeuwerkerkse VOlleybal Club (NIVOC ‘72). Het wederom opnemen van de toevoeging "'72" is gebaseerd op eerbetoon aan de toenmalige oprichters van de vereniging! In 1988 deed de sponsoring z'n intrede. In de periode 1988-1992 werd NIVOC'72 gesponsord door drukkerij Fortuna te Capelle aan den IJssel.
Voor de Capelse club kwam na enkele jaren ook de eerste sponsor in beeld. Dit resulteerde in een nieuwe verenigingsnaam Otte-VC.In die jaren speelden het eerste damesteam en het eerste herenteam van Otte-VC beide in de derde divisie. Bij NIVOC-speelden de eerste teams toentertijd allebei 2 niveau’s lager. In Capelle is toen begonnen met de opleiding van zeer jeugdige volleyballers, de zogenaamde mini's. In het district waren de Capellenaren een van de eerste clubs die hiermee aan de slag gingen. Deze jeugdopleiding heeft zijn vruchten zeker afgeworpen en enkele spelers en speelsters waren zo goed, dat zij naar hoger spelende verenigingen vertrokken. Het niveau van de eerste teams daalde en de teams degradeerden tot de eerste klasse van het district; het ging niet goed met de vereniging.
Door de impulsen van enkele teruggekeerde leden, met hulp van de nieuwe sponsor Varel en de overgang naar de sporthal Schenkel kwam de vereniging en ook het aantal jeugdleden weer in de lift. De heren werden enkele jaren achter elkaar kampioen en onder leiding van trainer Cees van de Vlist en manager Tijs Swets werd op 31 maart 1990 de promotie naar de Eredivisie bereikt. Kort daarop kreeg de vereniging een nieuwe sponsor (Alcom Electronics) en sinds die tijd heetten de Capelse volleyballers, Alcom/Capelle.
Ook het Nieuwerkerkse Fortuna/NIVOC’72 beleefde in begin jaren negentig goede dagen. Het ledental bereikte rond 1992 een maximum met bijna 200 leden! In dat jaar werd ook een sponsorcontract afgesloten met Den Ouden Assurantiën B.V. te Nieuwerkerk aan den IJssel. Als gevolg van de naambinding ging NIVOC'72 vanaf 1992 door het leven als Den Ouden/NIVOC ’72.
In datzelfde jaar speelde het eerste herenteam van de Alcom/Capelle een wedstrijd tegen het Nederlandse volleybalteam met o.a. Ron Zwerver, Avital Selinger en Ron Boudrie. Er kwamen zo'n 1000 mensen in de Schenkel kijken. Een seizoen later werd voor het eerst Europees volleybal bereikt en de opwachting mocht gemaakt worden in de Europacup III (de zogenaamde CEV-cup); er werden twee wedstrijden gespeeld tegen Schenk Brno uit Tsjechië. Beide keren werd met 3-0 gewonnen maar in de volgende ronde was het Duitse VfB Friedrichshafen te sterk (1-3 en 0-3).
In 1995 stond Alcom/Capelle weer in de bekerfinale. Deze werd met 3-1 gewonnen van Piet Zoomers/DA. In de winter van 1996 werden er in de Europacup II zeven wedstrijden gespeeld. De finale poule (Final Four) werd bereikt en Alcom/Capelle werd in Griekenland derde van Europa. De dames zijn in deze jaren niet achtergebleven en promoveerden zelfs in 1994 naar de eerste divisie. Vervolgens kwam er een teruggang, maar die is inmiddels weer ruimschoots goedgemaakt.
Na 1997, waarin nog een tweede plaats werd behaald en de bekerfinale werd verloren, volgden een paar mindere jaren. Pas na het seizoen 2000-2001 werd er weer een vooraanstaande rol gespeeld in de eredivisie. Bij NIVOC’72 begon het in het seizoen 2000/2001 ook weer goed te lopen. Zowel het 1e heren- als het 1e damesteam wisten zich te plaatsen voor de promotieklasse. Ondanks de goede resultaten deed de hoofdsponsor helaas in 2001 wel de kraan dicht en gingen de Nieuwerkerkers zonder sponsor verder. Helaas stopte ook hoofdsponsor Alcom na 12 jaar in 2003. De volgende 2 jaar is onder de naam AA Drink/Capelle gespeeld in de Oostgaarde, de spelers van het talentteam behaalden respectievelijk een 8e en een 6e plaats. Een gebrek aan sponsoren leidde helaas tot het verlies van eredivisievolleybal in Capelle. In deze periode timmeren de Dames van Capelle wel met succes aan de weg. Promotie naar de 1e Divisie wordt in 2005 afgedwongen. En ook kwam er een nieuwe sponsor. VC King Software Capelle was de komende 3 seizoenen de naam van de vereniging. En ook dit deed de Capellenaren goed, want in 2007 promoveerden de dames van VCN King Software nogmaals naar de nieuw gevormde B-league.
Kort hierna namen ook de fusieplannen tussen NIVOC’72 en VC King Software Capelle serieuze vormen aan en na een aantal voorbereidende gesprekken was het op 16 april 2007 vervolgens zover dat de Nieuwerkerkers en Capellenaren beiden instemden met een fusie. Een vereniging van ruim 400 leden en 40 teams ontstond! Onder de nieuwe naam VCN King Software werd de volgende jaren getracht de vereniging zowel in de breedte als in de top te versterken. In de top werd dat ook zeker gerealiseerd met twee jaar achter elkaar een kampioenschap van Heren 1 (van regiodivisie naar 1e divisie) en Dames 2 die in de top van de Regiodivisie meespeelt. Daarbij waren er ook veel kampioensteams bij de jeugd te vinden. In de breedte is sinds de fusie helaas nog niet veel groei te zien. Wel blijft het ledental redelijk constant in een tijd waarin veel clubs hun ledental zien teruglopen. VCN King Software blijft hiermee een top 3 club in de regio qua grootte en prestatie.
In seizoen 2009-2010 was er ook weer reden tot feest. Na het avontuur van de heren van een klein decennia geleden, waren het nu de dames die promoveerden naar de eredivisie, die toen de DELA-league heette. Het avontuur hield enkele seizoenen stand, maar door gebrek aan financiële middelen hebben de dames vrijwillig weer een stapje terug gedaan naar de Topdivisie. Even later moest zelfs nog een stapje terug gezet worden uit financiële redenen. Heren 1 en Dames 1 speelden daardoor in seizoen 2015-2016 weer beiden in de 1e divisie.
In seizoen 2016-2017 werden de dames echter weer kampioen in de 1e divisie, ook financieel was het met dank aan Laudame Financials weer mogelijk het topdivisie avontuur weer aan te gaan.

## Erelijst
| Competitie          | Mannen | Vrouwen |
| ------------------- | ------ | ------- |
| Kampioen Topdivisie |        | 2012    |
| Bekerwinnaar        | 1995   |         |